# Шестопалюк Олександр Васильович
Шестопалюк Олександр Васильович (нар. 29 березня 1951, Вінниця — пом. 2 грудня 2020 року) — український педагог, академік АН вищої освіти України, доктор педагогічних наук, професор, заслужений працівник освіти України.

## Біографія
Олександр Васильович Шестопалюк народився 29 березня 1951 року у м. Вінниці. 1957—1965 навчання у загальноосвітній школі, після закінчення якої вступив до Вінницького ПТУ № 4. Одночасно навчався у вечірній школі робітничої молоді.
У 1968 році був прийнятий електромонтером на радіоламповий завод, а через рік призивався до лав Радянської Армії, службу проходив у м. Мінську (Білорусь). В 1970 — майстр виробничого навчання у Вінницькому ПТУ № 4.
1974—1977 — навчання у Харківському електромеханічному технікумі транспортного будівництва, де здобув спеціальність техніка-електрика. У 1977 році вступив до Вінницького державного педагогічного інституту, який закінчив у 1982 році, отримавши спеціальність вчителя фізичного виховання. У 1999 закінчив Київський державний торговельно-економічний університет.
Одружений: має дві дорослі дочки Наталію і Олену.

## Професійна діяльність
- 1978 — працював на Вінницькому заводі радіотехнічної апаратури старшим майстром дільниці № 30
- 1983—1984 — заступник директора Вінницького ПТУ № 4 з навчально-виробничої роботи
- 1984 — посада інспектора Замостянського районного комітету народного контролю
- 1987—1992 — очолював Вінницьке ПТУ № 11
- 1992—1993 — заступник начальника управління освіти Вінницької облдержадміністрації
- 1994 — перейшов на роботу до обласної ради народних депутатів консультантом
- 1994 — призначений завідувачем загального відділу обласної ради, згодом — облдержадміністрації
- 1996—1999 — начальник управління освіти Вінницької облдержадміністрації
- 1999 — навчання у Київському державному торгово-економічному університеті за фахом юриста, захистив кандидатську дисертацію
- 2010 — захист докторської дисертації
- 1999—2003 — посада заступника голови Вінницької облдержадміністрації, а також за сумісництвом викладав у вінницьких філіях Європейського університету та Тернопільської академії народного господарства.
- 2003—2014 — ректор Вінницького державного педагогічного університету ім. М. Коцюбинського.
- 2003 — рішенням Атестаційної колегії МОН України присвоєно вчене звання доцента
- 2004 — рішенням Атестаційної колегії МОН України присвоєно вчене звання професора кафедри педагогіки[1]

## Нагороди
заслужений працівник освіти України (2007)
нагороджений нагрудним знаком «Відмінник освіти СРСР»: нагороджений нагрудним знаком «Відмінник освіти України»
медаль А. С . Макаренка
Грамота Верховної Ради України

## Наукова, педагогічна та навчально-методична робота
Автор (співавтор) близько 60 навчально-методичних посібників.
Ініціатор створення координаційно-методичної ради при управлінні освіти з числа наукових працівників, членів творчої спілки вчителів України. За його сприяння у вищих навчальних закладах Вінницької області було обладнано наукові лабораторії, сформовано творчі колективи, налагоджено зв'язки з вищими навчальними закладами зарубіжжя.
За роки роботи на посаді ректора Вінницького державного педагогічного університету ім. М. Коцюбинського під керівництвом О. В. Шестопалюка створено п'ять інститутів, відкрито десять нових кафедр, створено спеціалізовану вчену раду із захисту кандидатських дисертацій, відкрито докторантуру, модернізовано та оновлено навчальні корпуси, аудиторії, лабораторії.

## Коло наукових інтересів
До кола наукових інтересів відноситься запровадження інноваційних моделей в навчальний процес, розвиток громадянської компетентності майбутніх учителів.

## Наукові публікації
- Громадянське виховання майбутніх учителів: теоретичні і методичні аспекти: монографія / О. В. Шестопалюк. — Вінниця: Консоль, 2008. — 260 с.
- Документаційне забезпечення управлінської діяльності: навчальний посібник. Ч. 1 / М. Ю. Кадемія, Л. С. Шевченко, О. В. Шестопалюк; ред. Р. С. Гуревич. — Вінниця: ТОВ «Ландо», 2009.— 316 с.
- Оновлення структури університету на основі інноваційної моделі: методичні рекомендації / О. В. Шестопалюк, М. Ю. Кадемія.— Вінниця: ВДПУ, 2012.
- Освітнє середовище для підготовки майбутніх педагогів засобами ІКТ [Архівовано 20 вересня 2018 у Wayback Machine.]: монографія / Р. С. Гуревич, Г. Б. Гордійчук, Л. Л. Коношевський, О. Л. Коношевський, О. В. Шестопалюк; за ред. проф. Р. С. Гуревича. — Вінниця: ФОП Рогальська І. О., 2011. — 348 с. — ISBN 978-966-2585-19-3.
- Педагогічний досвід: атестація працівників освіти: навчальний посібник для студентів вищих педагогічних навчальних закладів / О. В. Шестопалюк.— Вінниця: Подолія, 2003.— 184 с.
- Розвиток громадянської компетентності майбутніх вчителів: монографія / О. В. Шестопалюк. — Вінниця: Консоль, 2009.— 312 с.
- Розвиток громадянської компетентності майбутніх учителів: монографія / О. В. Шестопалюк. — Вінниця: Консоль, 2009.
- Особистісно-професійний розвиток майбутнього вчителя: монографія / А. В. Акімова, В. М. Галузяк [та ін.]. — Вінниця: ТОВ «Нілан-ЛТД», 2014. — 416 с.